# Nexus (анимационная студия)
Nexus Company Limited (яп. 株式会社Nexus Кабусики-гайся Нэкусасу) — японская компания по производству аниме. Основана в 2012 году.

## Работы

### Телесериалы
| Название работы             | Режиссёр(ы)       | Эпизоды | Источник                                    | Ссылка |
| --------------------------- | ----------------- | ------- | ------------------------------------------- | ------ |
| Wakaba Girl                 | Масахару Ватанабэ | 13      | Адаптация манги авторства Юи Хары.          | [ 1 ]  |
| Chivalry of a Failed Knight | Син Оонума        | 12      | Адаптация ранобэ авторства Рику Мисоры.     | [ 2 ]  |
| Comic Girls                 | Есинобу Токумото  | 12      | Адаптация манги авторства Каори Хандзавы.   | [ 3 ]  |
| Granbelm                    | Масахару Ватанабэ | 13      | Оригинальная работа студии.                 | [ 4 ]  |
| Darwin’s Game               | Ёсинобу Токумото  | 11      | Адаптация манги от FLIPFLOPs.               | [ 5 ]  |
| The Eminence in Shadow      | Кадзуя Наканиси   | 20      | Адаптация ранобэ авторства Дайсукэ Айдзавы. | [ 6 ]  |

### Фильмы
| Год  | Заглавие      | Режиссёр(ы)  | Примечание                                             |
| ---- | ------------- | ------------ | ------------------------------------------------------ |
| 2014 | Santa Company | Кэндзи Итосо | Оригинальная работа, совместно со студией Kenji Studio |